# Rudolph (condado de Wood, Wisconsin)
Rudolph es un pueblo ubicado en el condado de Wood en el estado estadounidense de Wisconsin. En el Censo de 2010 tenía una población de 1.028 habitantes y una densidad poblacional de 13,4 personas por km².

## Geografía
Rudolph se encuentra ubicado en las coordenadas 44°28′20″N 89°47′32″O / 44.47222, -89.79222. Según la Oficina del Censo de los Estados Unidos, Rudolph tiene una superficie total de 76.73 km², de la cual 76.63 km² corresponden a tierra firme y (0.13%) 0.1 km² es agua.

## Demografía
Según el censo de 2010, había 1.028 personas residiendo en Rudolph. La densidad de población era de 13,4 hab./km². De los 1.028 habitantes, Rudolph estaba compuesto por el 97.47% blancos, el 0.1% eran afroamericanos, el 0.29% eran amerindios, el 1.56% eran asiáticos, el 0% eran isleños del Pacífico, el 0% eran de otras razas y el 0.58% pertenecían a dos o más razas. Del total de la población el 1.07% eran hispanos o latinos de cualquier raza.